# Calocheiridius elegans pallens
Calocheiridius elegans pallens es una subespecie de arácnido del orden Pseudoscorpionida de la familia Olpiidae.

## Distribución geográfica
Se encuentra en la India.